# Айзекс, Майкл, 3-й маркиз Рединг
Ма́йкл А́льфред Ру́фус Айзекс, 3-й маркиз Ре́динг (англ. Michael Alfred Rufus Isaacs, 3rd Marquess of Reading; 8 марта 1916 — 2 июля 1980) — английский аристократ и банкир.

## Биография

### Ранняя жизнь
Родился 8 марта 1916 года. Единственный сын Джеральда Руфуса Айзекса, 2-го маркиза Рединга (1889—1960), и Евы Вайолет Монд (1895—1973). Его дедом по отцовской линии был Руфус Айзекс, 1-й маркиз Рединг (1860—1935), а дедом и бабкой по материнской линии — Альфред Монд, 1-й барон Мелчетт (1868—1930), и Вайолет Монд, баронесса Мелчетт (1867—1945). Дедом Евы Монд был Людвиг Монд (1839—1909), химик и промышленник, который создал процесс Монд для извлечения и очистки никеля.
Учился в Итонском колледже (Виндзор, графство Беркшир) и Баллиол-колледже (Оксфордский университет, Оксфорд, графство Оксфордшир).

## Карьера
Участник Второй мировой войны. Был награждён Военным крестом (1940) и орденом Британской империи (1945). Имел чин майора 2-го гвардейского драгунского полка.
Член Лондонской фондовой биржи с 1953 по 1980 год.
19 сентября 1960 года после смерти своего отца Майкл Айзекс унаследовал титулы 3-го маркиза Рединга, 3-го графа Рединга, 3-го виконта Рединга, 3-го виконта Эрли и 3-го барона Рединга.

## Личная жизнь
7 июня 1941 года он женился на Марго Иден Дюк (11 января 1919 — 19 апреля 2015), дочери Персиваля Августа Дюка (1887—1969) и Вайолет Мод Мэппин. У супругов было четверо детей:
- Саймон Чарльз Генри Руфус Айзекс, 4-й маркиз Рединг (род. 18 мая 1942), старший сын и преемник отца;
- Лорд Энтони Руфус Айзекс (род. 22 сентября 1943), кинопродюсер. 1-я жена с 1972 года Энн Пагсли (род. 1944), супруги развелись в 1976 году. В 1983 году женился вторым браком на Хайде Лунд, с которой развелся в 1997 году. Двое дочерей от второго брака.
- Леди Жаклин Розмари Маргарет Руфус Айзекс (род. 10 ноября 1946), муж с 1976 года сэр Марк Уилфрид Хьюм Томсон, 3-й баронет (род. 1939)[1], от брака с которым у неё было четверо детей. Супруги развелись в 1997 году.
- Лорд Александр Руфус Айзекс (род. 25 апреля 1957), адвокат. Женился в 1993 году на Марджори Фрэнсис Бах Гольдбах, с которой развелся в 2008 году.

3-й маркиз Рединг скончался 2 июля 1980 года в возрасте 64 лет, а леди Рединг прожила до 2015 года.